# Tropidophorus baconi
Tropidophorus baconi là một loài thằn lằn trong họ Scincidae. Loài này được Hikida, Riyanto & Ota mô tả khoa học đầu tiên năm 2003.